# Harsín
Harsín (del persa: هرسین ‘Harsīn’) es una ciudad de la provincia de Kermanshah, en Irán. El shahrestán del que es centro administrativo limita al norte con el shahrestán de Sahneh. Se encuentra ubicada a 44 km al este de la ciudad de Kermanshah.

## Demografía
| Gráfica de evolución de Harsín entre 1986 y 2016 |
|                                                  |

La ciudad está poblada por diferentes tribus kurdas incluyendo Osmanvand y Jalalvand, quienes hablan laki.
Según el censo de 1996, el shahrestán de Harsín tenía una población de 96 019 personas, de las que 55 079 habitaban las áreas urbanas y 40 940 las rurales, siendo el resto nómadas.